# Pazu monoinyo
Pazu monoinyo är en insektsart som beskrevs av Gill 1988. Pazu monoinyo ingår i släktet Pazu och familjen dvärgstritar. Inga underarter finns listade i Catalogue of Life.